# USS Perkins (DD-377)
DD 377 Perkins (Корабль Соединённых Штатов «Перкинс») — американский эсминец типа «Мэхэн».
Заложен на верфи Puget Sound Navy Yard 15 августа 1934 года. Спущен 31 декабря 1935 года, вступил в строй 18 сентября 1936 года.
29 ноября 1943 года затонул в результате столкновения с австралийским военным транспортом «Duntroon» близ мыса Вогель на Новой Гвинее.
Из состава ВМС США исключён 12 января 1944 года.